# توروباريس (كانتون)

كانتون تورّوباريس في محافظة سان خوسيه

تورّروباريس (بالإسبانية: Turrubares)‏ و هي الكانتون السادس عشر من محافظة سان خوسيه بكوستاريكا و يغطي الكانتون مساحة 415.29 كم مربع،
و يقدر عدد سكانه بحوالي 5,175 نسمة حسب إحصائيات 2003،
مما يجعله الكانتون الأقل سكانا بين الكانتونات الواحدة والثمانين في كوستاريكا، المدينة الرئيسة للكانتون هي سان بابلو.
يشكل نهر تاركوليس الكبير الحدود الشمالية والشمالية الغربية، أما نهري كارارا وكمارونال وجبال نيغرا تشكل الحدود الغربية، في الجنوب والجنوب الغربي فيحده نهر تولين ونهري غَلان وكيبراذا أسول يشكلان الحدود الشرقية.
أسس الكانتون قانونيا في 30 تموز 1920.

## المقاطعات
يقسم كانتون تورّروباريس إلى خمس مقاطعات هي :
1. سان بابلو
2. سان بيدرو
3. سان خوان دي ماتا
4. سان لويس
5. كارارا